# Bad Boy (Juice Wrld e Young Thug)
Bad Boy è un singolo dei rapper statunitensi Juice Wrld e Young Thug, pubblicato il 15 gennaio 2021.

## Video musicale
Il video musicale, diretto da Cole Bennett, è stato reso disponibile il 15 gennaio 2021 in concomitanza con l'uscita del brano.

## Tracce
Testi e musiche di Jarad Higgins, Jeffery Williams e Jordan Jenks.
1. Bad Boy – 2:37

## Formazione
- Juice Wrld – voce
- Young Thug – voce
- Pi'erre Bourne – produzione
- A 'Bainz' Bains – ingegneria del suono
- Max Lord – ingegneria del suono, missaggio
- Colin Leonard – mastering

## Classifiche
| Classifica (2021) | Posizione massima |
| ----------------- | ----------------- |
| Austria           | 73                |
| Canada            | 13                |
| Grecia            | 41                |
| Irlanda           | 26                |
| Lituania          | 25                |
| Paesi Bassi       | 91                |
| Portogallo        | 75                |
| Regno Unito       | 31                |
| Stati Uniti       | 22                |
| Svizzera          | 88                |
| Ungheria          | 40                |